# Lago Trearie
Il lago Trearie è un laghetto naturale siciliano di tipo alpino che sorge alla quota di 1.435 metri s.l.m. nei territori di Randazzo (città metropolitana di Catania) e di Tortorici (città metropolitana di Messina). La sua superficie è di circa 10 ettari. 
Il lago è conosciuto perché popolato da varie specie avicole sia stanziali che migratorie. La sua posizione in quota lo rende meta di turismo estivo da parte di gitanti in cerca di refrigerio dalle temperature canicolari esistenti al livello del mare.

## Altri progetti

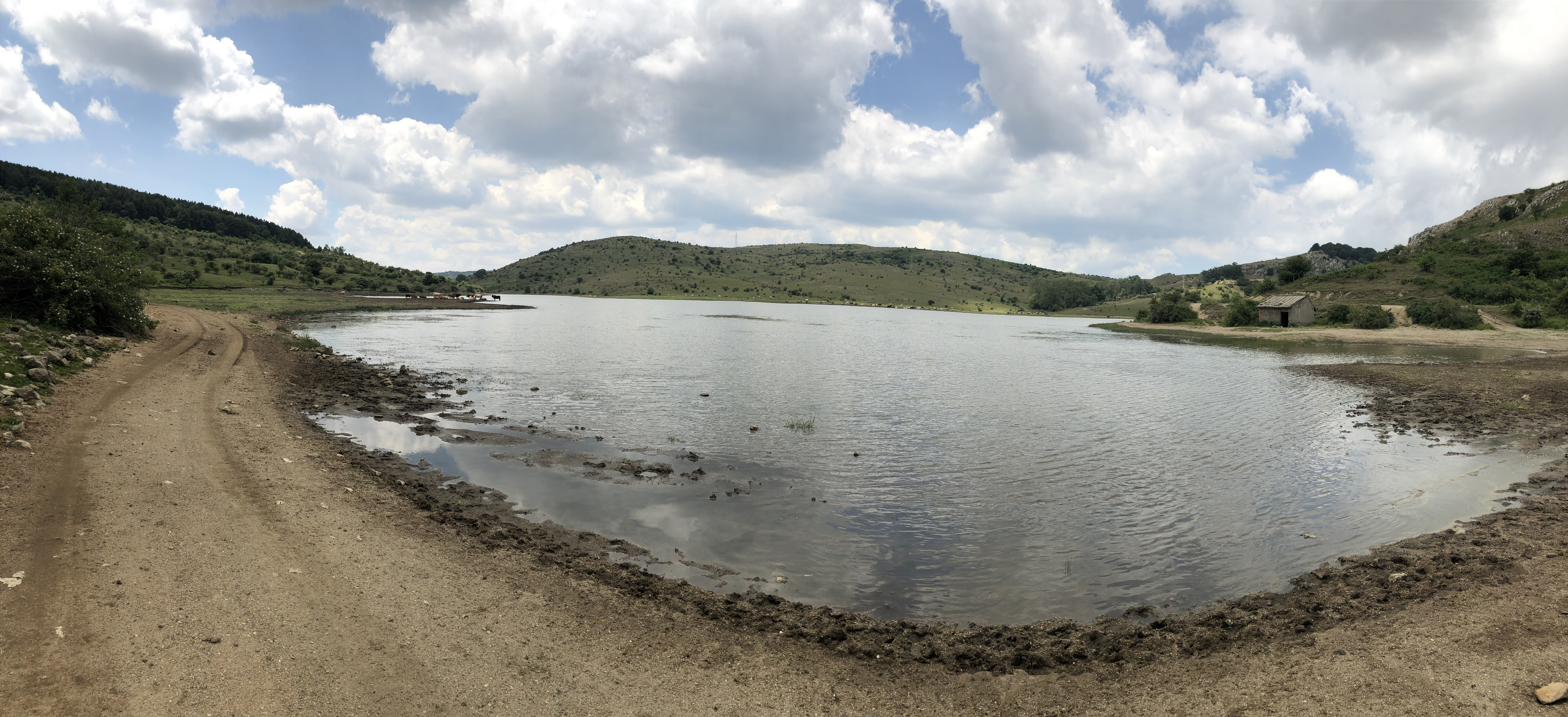
Il lago